# Batidão romântico
Batidão romântico é um subgenêro de fusão do brega funk com o kizomba que surgiu por volta de 2018, com a expansão nacional do gênero pernambucano. A batida do gênero acaba sendo mais lenta e o tema abordado acaba sendo, geralmente, temas românticos.

## História
O gênero surgiu no início de 2018, no Brasil, com a expansão do gênero brega funk nacionalmente. Nesse contexto, aspectos da cultural musical nordestina passaram a adotar elementos do gênero pernambucano e do kizomba angolano, a fim de conquistar popularidade no resto do país também.
Alguns dos primeiros registros do gênero são os sucessos "Amor Falso", de Aldair Playboy, e "Jogo do Amor", de MC Bruninho. A partir dessas repercussões, outros cantores aderiram ao movimento fazendo sucesso com canções como "Oh Neguinho", de Márcia Fellipe e Aldair Playboy, "Sou Favela", de MC Vitinho Ferrari e MC Bruninho, "Disk Me", de Pabllo Vittar, sendo que essa apresenta maior influência do kizomba, e "Piscininha, Amor", de Whadi Gama.